# Taurus Tracker 627
Le Taurus Tracker 627 est un révolver produit par la firme brésilienne Taurus. C'est un revolver de conception moderne chambré en calibre .357 Magnum. Le barillet contient sept coups. Les organes de visée se composent d'un guidon fixe et d'une hausse réglable en hauteur et en dérive. La poignée « Ribber Grip » fait appel à un caoutchouc (« rubber ») lamellé (« rib ») qui offre une prise très adhérente. 

## Variantes
Cette arme a été déclinée depuis son entrée en production dans des modèles variés, parmi ceux-ci :
- un modèle toujours produit à canon de 4 pouces
- un modèle à canon de 4 pouces et compensateur
- un modèle à canon de 6,5 pouces à bande ventilée et compensateur
- un modèle en titane qui n'est plus produit.
- Le Taurus Tracker existe aussi dans d'autres calibres que le .357 Magnum, en particulier le 22 long rifle, ou le .45 Colt, ou encore le .44 Magnum, mais il ne porte pas alors la référence 627.

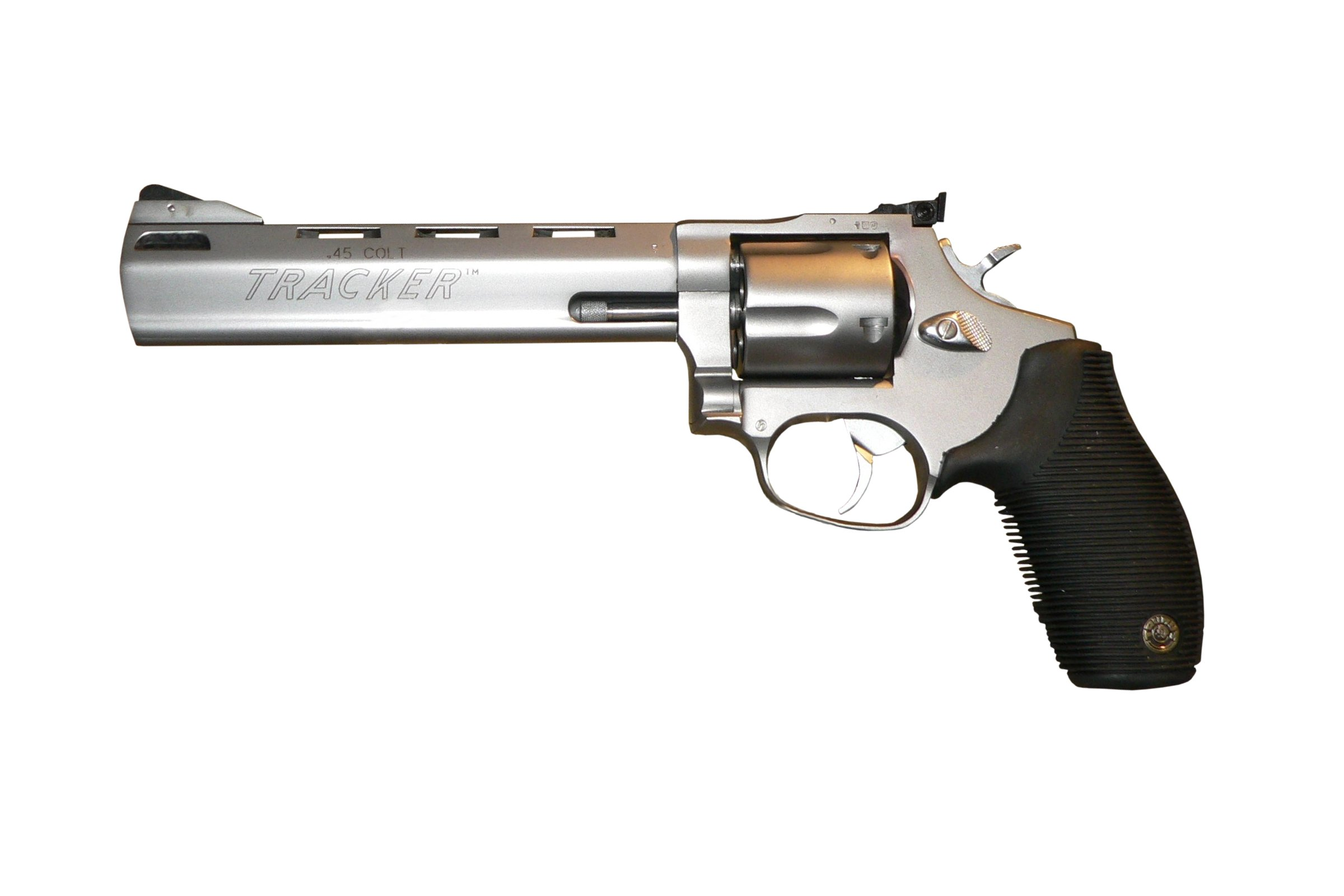
Tracker 6,5"
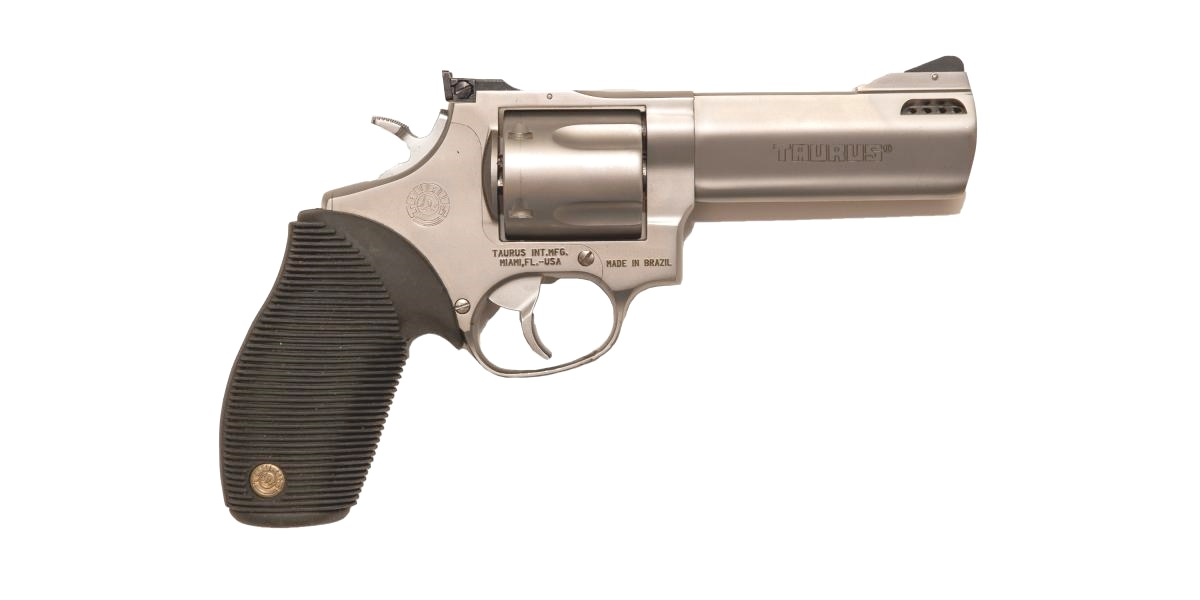
Tracker 4" ventilé crosse caoutchouc
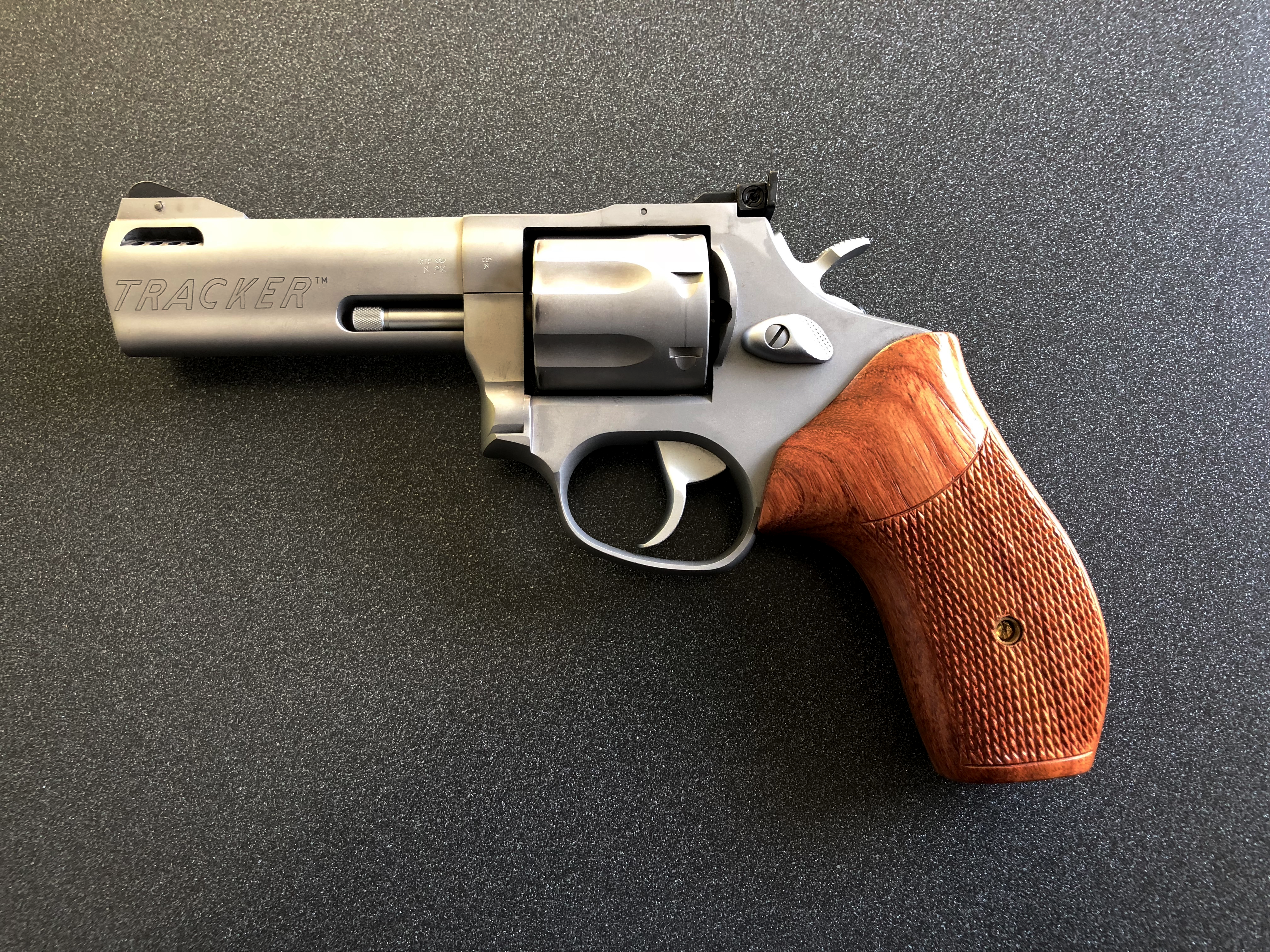
Tracker 4" ventilé crosse bois